# Capanea
Capanea é um género botânico pertencente à família Gesneriaceae.

## Sinonímia
Campanea